# Butjamassakern

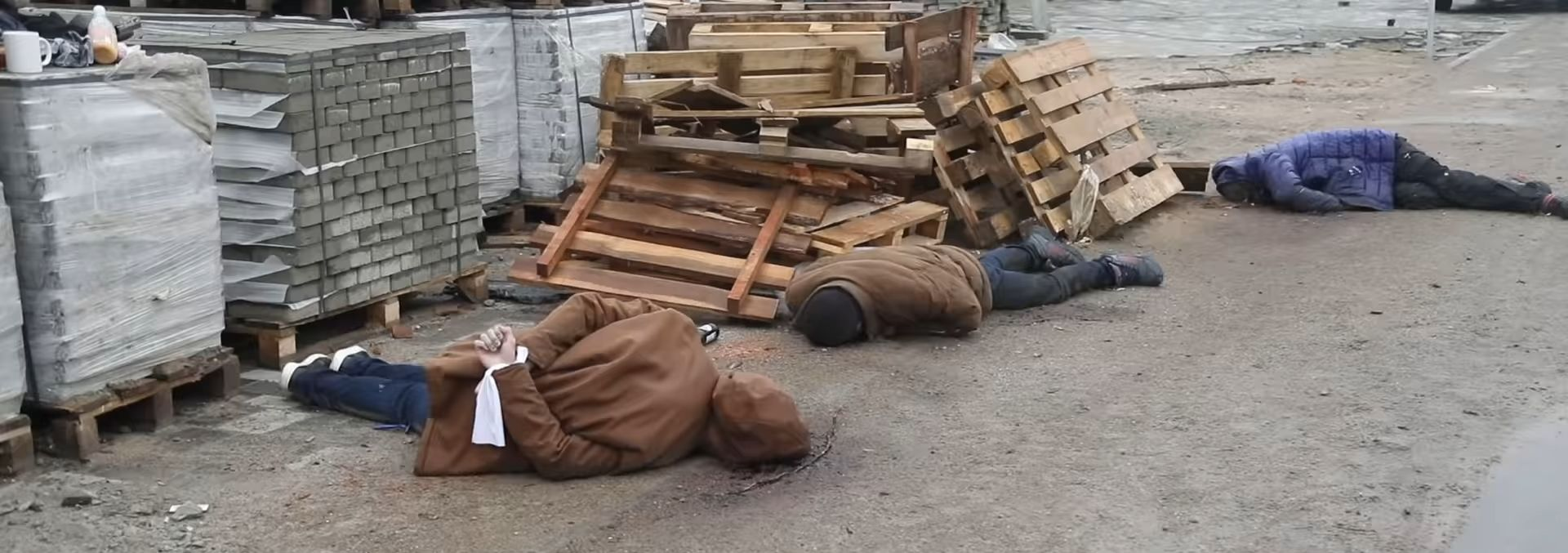
Civila skjutna i Butja, en med bakbundna handleder.

Butjamassakern är en serie krigsbrott i staden Butja nära Kiev. Händelsen uppdagades när Ukrainas försvarsmakt befriade staden från Rysslands försvarsmakt den 2 april 2022 då Ukraina anmälde att hela Kievområdet hade befriats. Ryssland anföll staden redan i början av sin invasionen av Ukraina den 27 februari.
Enligt Butjas borgmästare Anatoly Fedoruk har cirka 300 döda kroppar hittats tillsammans med en öppen massgrav. Söndag den 3 april publicerade Ukrainas försvarsmakt foton på källarna som de ansåg ha använts som tortyrkamrar. Döda kroppar, som hörde till civilbefolkning, som hittades där hade skottskador i knän och huvud.
Ukrainas utrikesminister Dmytro Kuleba vädjade till internationella brottmålsdomstolen (ICC) för att den skulle skicka in sina experter för att samla in evidens på Rysslands krigsbrott. Den 4 april anmälde Rysslands federala brottsutredare att den kommer att börja utreda fallet som Ukrainas provokation.

## Reaktioner
- Europeiska unionen: ordföranden i EU-kommissionen Ursula von der Leyen skrev på Twitter att hon var chockad och krävde att en oberoende domstol grundas.[8]
- USA: utrikesminister Antony Blinken sade att det ökande bevis på krigsbrott är ett "slag på magen" och erbjöd all hjälp från USA:s sida för att dokumentera krigsbrott och förövares åtalande.[9]
- Sverige: statsminister Magdalena Andersson skrev på Twitter att Butja påminnande om Europas mörkaste tider och stöttade ICC:s roll som utredare.[10]
- Estland: statsminister Kaja Kallas jämförde massakern med Sovjetunionens och Nazitysklands massakrer, och sade att Butja liknar mer på brottsplats än slagfält.[11]
- Moldavien: president Maia Sandu kallade fallet för ett brott mot mänsklighet och förklarade måndag den 4 april som en nationell sorgedag.[12]